# Trajanov most
Trajanov most (srbsko: Трајанов мост, Trajanov Most, romunsko Podul lui Traian) ali Most Apollodorus čez Donavo je bil rimski segmentni ločni most, prvi most, ki je bil zgrajen na spodnji Donavi. Čeprav je bil v uporabi le za nekaj desetletij, je bil več kot 1000 let najdaljši ločni most tako skupne dolžine kot razpona loka. [1]
Most je bil zgrajen leta 105 n. št., po naročilu cesarja Trajana, ki ga je oblikoval grški arhitekt Apollodorus iz Damaska za potrebe rimskih vojakov pri osvajanju Dakije.

## Opis
Most se je nahajal vzhodno od Železnih vrat, v bližini današnjih mest Drobeta-Turnu Severin v Romuniji in Kladova v Srbiji. Gradnjo je naročil cesar Trajan kot oskrbovalno pot za rimske legije, ki so se borile v Dakiji.
Most je 1.135 m dolg (Donava je zdaj na tem področju široka le 800 m), 15 m širok in je imel 19 m svetle višine nad reko. Na vsakem koncu je bil rimski castrum, vsak zgrajen okoli vhoda, tako da je bilo čez most mogoče le peš skozi tabor.
Mostni inženir, Apollodorus iz Damaska, je uporabil lesene loke, vsak razpetine 38 m, postavljeni na dvajset zidanih opornikov iz opeke, malte in pozolanskega cementa.  Zgrajen je bil nenavadno hitro (med letoma 103 in 105). Za izgradnjo opornikov so uporabili lesene kesone. 

## Tabula Traiana
Rimska spominska plošča (Tabula Traiana), 4 metre široka in 1,75 metra visoka, v spomin na dokončanje Trajanove vojaške ceste, je nameščena na srbski strani v bližini Ogradina. Leta 1972, ko je bila zgrajena elektrarna HE Železna vrata I., je bila plošča iz prvotne lokacije  dvignjena na sedanje mesto. Napis na njej se glasi:
IMP. CAESAR. DIVI. NERVAE. F
NERVA TRAIANVS. AVG. GERM
PONTIF MAXIMUS TRIB POT IIII
PATER PATRIAE COS III
MONTIBVS EXCISI(s) ANCO(ni)BVS
SVBLAT(i)S VIA(m) F(ecit)
Besedilo je razložil Otto Benndorf in pomeni:
Cesar Cezar sin božanskega Nerva, Nerva Trajan,  Augustus, Germanicus, Pontifex Maximus, je bil že četrtič umeščen na položaj tribuna, očeta domovine, za konzula že tretjič, izkopaval gorske skale in uporabil lesene nosilce, da je naredil to pot.
Tabula Traiana je bila razglašena za kulturni spomenik izjemnega pomena leta 1979, in je zaščitena s strani Republike Srbije.

## Uničenje/erozija in ostanki
Most je porušen na ukaz cesarja Aurelijana (270-275), ko so morali Rimljani pod navalom barbarskih plemen zapustiti tedanjo provinco Dakijo. Drugi viri pravijo, da je bil porušen 20 let po izgradnji po ukazu cesarja Hadrijana (117-138), kar je manj verjetno, ker so Rimljani še vladali v Dakiji, a nekateri spet verjamejo, da je razpadel mnogo kasneje, pod vplivom vode.

## Arheološka Raziskovanja
Dvajset stebrov je bilo še vedno vidnih leta 1856, ko je nivo Donave padel rekordno nizko.
Leta 1906 je Donavska komisija odločila uničiti dva stebra, ki sta ovirala plovbo.
Leta 1932 je bilo še 16 stebrov v vodi, toda leta 1982 so jih arheologi preslikali le 12; ostale štiri je verjetno odnesla voda. Danes sta vidna samo vhodna opornika na obeh bregovih Donave. 
Most so večkrat raziskovali, a arheološka dela niso bila nikoli do konca izvedena. Zadnje raziskave je začela arheologinja Gordana Karović, ki je s sredstvi Ministrstva za kulturo Republike Srbije in srbskih podjetij registriranih za podvodna raziskovanja, v septembru 2003 opravila pripravljalna snemanja korita Donave v coni Trajanovega mostu. Ta raziskovanja so prinesla veliko število dokumentov dobljenih z modernimi metodami in uporabo sonarja, elektronskih naprav, kot tudi s potapljanjem in snemanjem s podvodnimi kamerami. Video posnetki so dali odlične posnetke podvodnih ostankov Trajanovega mosta, na katerih se, poleg klesanih kamnitih blokov, vidi dobro ohranjene lesene nosilce in palice. Na teh lesenih ostankih se, kljub 1900 letom pod vodo, jasno vidijo letnice. Z meritvami so ugotovili, da je skupna dolžina mostu 1.097,5 m, medosni razmak 18 rečnih stebrov približno 55 m, in širina mosta 14,5 m.
Leta 1979 je bil Trajanov most dodan med kulturne spomenike izjemnega pomena, in v letu 1983 na seznam arheoloških najdišč izjemnega pomena pod zaščito Republike Srbije.

## Duga literatura
- Bancila, Radu; Teodorescu, Dragos (1998), "Die römischen Brücken am unteren Lauf der Donau", in Zilch, K.; Albrecht, G.; Swaczyna, A.; et al., Entwurf, Bau und Unterhaltung von Brücken im Donauraum, 3. Internationale Donaubrückenkonferenz, 29–30 October, Regensburg, pp. 401–409
- Galliazzo, Vittorio (1994), I ponti romani. Catalogo generale, Vol. 2, Treviso: Edizioni Canova, pp. 320–324 (No. 646), ISBN 88-85066-66-6
- Griggs, Francis E. (2007), "Trajan's Bridge: The World's First Long-Span Wooden Bridge", Civil Engineering Practice 22 (1): 19–50, ISSN 0886-9685
- Gušić, Sima (1996), "Traian's Bridge. A Contribution towards its Reconstruction", in Petrović, Petar, Roman Limes on the Middle and Lower Danube, Cahiers des Portes de Fer 2, Belgrade, pp. 259–261

O’Connor, Colin (1993), Roman Bridges, Cambridge University Press, pp. 142–145 (No. T13), 171, ISBN 0-521-39326-4
- Serban, Marko (2009), "Trajan’s Bridge over the Danube", The International Journal of Nautical Archaeology 38 (2): 331–342, doi:10.1111/j.1095-9270.2008.00216.x
- Tudor, D. (1974a), "Le pont de Trajan à Drobeta-Turnu Severin", Les ponts romains du Bas-Danube, Bibliotheca Historica Romaniae Études 51, Bucharest: Editura Academiei Republicii Socialiste România, pp. 47–134
- Tudor, D. (1974b), "Le pont de Constantin le Grand à Celei", Les ponts romains du Bas-Danube, Bibliotheca Historica Romaniae Études 51, Bucharest: Editura Academiei Republicii Socialiste România, pp. 135–166
- Ulrich, Roger B. (2007), Roman Woodworking, Yale University Press, pp. 104–107, ISBN 0-300-10341-7
- Vučković, Dejan; Mihajlović, Dragan; Karović, Gordana (2007), "Trajan's Bridge on the Danube. The Current Results of Underwater Archaeological Research", Istros (14): 119–130

Ранко Јаковљевић. "Трајанов мост код Кладова".